# Lagaropsylla mytila
Lagaropsylla mytila är en loppart som beskrevs av Hurka 1984. Lagaropsylla mytila ingår i släktet Lagaropsylla och familjen fladdermusloppor. Inga underarter finns listade i Catalogue of Life.